# Clădire
Prin clădire, de multe ori imobil, se înțelege în arhitectură, construcții, inginerie și piață imobiliară orice structură realizată de oameni cu scopul adăpostirii și locuirii continue, respectiv a menținerii unor condiții standard de lucru neîntrerupte pentru ființele umane.
Pentru a face o diferență între clădirile destinate unei ocupări continue și a celor care nu au fost construite în acest scop se preferă termenul de structură pentru acestea din urmă. Înălțimea structurală semnifică, în limbaj tehnic, distanța dintre nivelul de bază al străzii și cel mai înalt punct al clădirii unde încă există elemente arhitecturale. De obicei, spiralele, soclurile și antenele nu contează la calcularea înălțimii unei clădiri. Clădirile servesc mai multor nevoi sociale - în primul rând ca adăpost de vreme, securitate, spațiu de locuit, confidențialitate, pentru a depozita obiectele și pentru a trăi și lucra confortabil. Confortul persoanelor într-o clădire este asigurat prin utilități(apă, curent electric, canalizare, încălzire, climatizare), etc. O clădire ca adăpost reprezintă o diviziune fizică a habitatului uman (un loc de confort și siguranță) și exterior (un loc care uneori poate fi dur și dăunător).

## Istorie
Deși, foarte probabil, hominizii au locuit mai întâi în peșteri, la un moment dat au început să construiască primele adăposturi.  Clădirile au devenit larg răpândite odată cu Neoliticul (vezi și Arhitectura neolitică).

## Tipuri de clădiri
Clădirile se pot împărți, după scopul pentru care au fost concepute, în clădiri administrative, de locuit/rezidențiale, de stocat bunuri, de realizare a bunurilor, de construit vehicule, etc. Clădirile și structurile suferă, ca orice organism viu, în diferite faze ale existenței lor, de creștere, stabilitate (sau echilibru) și apoi de decadență.

### De locuit/rezidențiale
Clădirile rezidențiale unifamiliale sunt cel mai adesea numite case. Clădirile rezidențiale multifamiliale care conțin mai multe unități de locuit sunt numite duplexuri sau clădiri de apartamente.